# شچپانک (استان اوپوله)
شچپانک (به لهستانی:  Szczepanek) یک روستا در لهستان است که در گمینا ستژلتسه اوپولسکیه واقع شده‌است. شچپانک ۷۲۰ نفر جمعیت دارد.